# Annales Rodenses

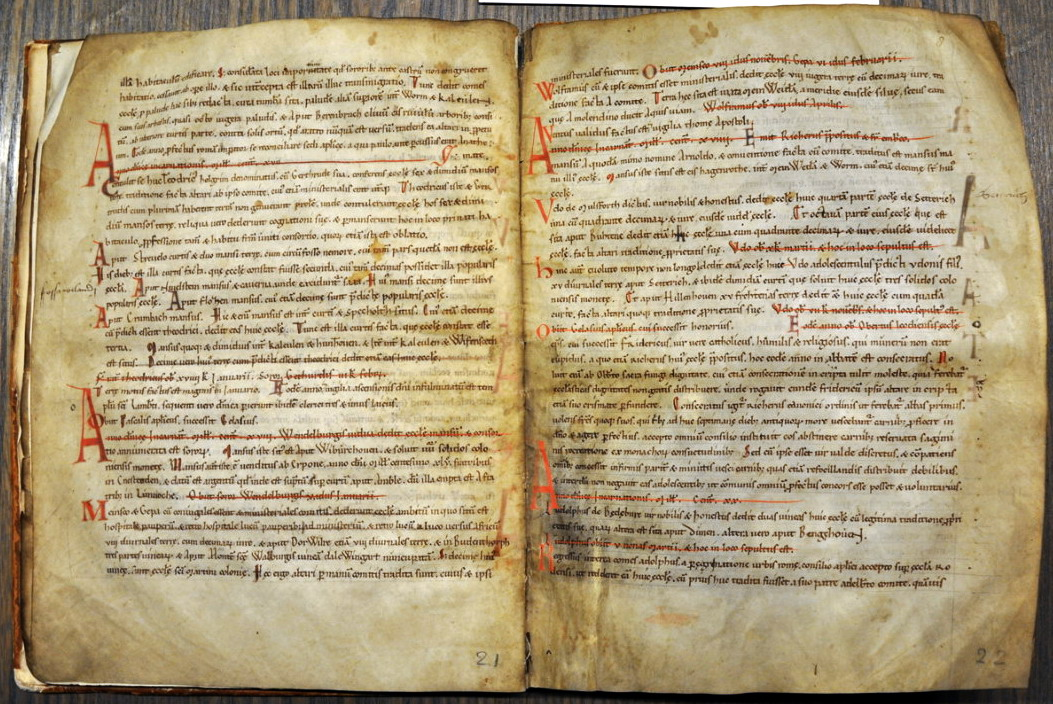
Annales Rodenses, ff. 7v-8r

De Annales Rodenses (Nederlands: Rolducse jaarboeken) zijn een middeleeuwse kroniek van de abdij Rolduc in de huidige Nederlandse provincie Limburg. Ze waren in het Latijn opgesteld en zijn een belangrijke historische bron voor de datering van gebeurtenissen in de 12e eeuw. Vele plaatsen in de wijde omgeving van de regio Keulen-Bonn worden bovendien voor het eerst vermeld in de Annales Rodenses. 

## Geschiedenis
De oorspronkelijke annalen behandelden de periode van 1104 tot 1157. Het zijn jaarberichten, die de voorvallen binnen de abdij, maar ook belangrijke gebeurtenissen die de regio overstijgen beschrijven. Het eerste deel (1104-1107) gaat hoofdzakelijk over de stichting van de abdij door Ailbertus van Antoing en de werken van de stichter. In het volgende deel zijn kronings- en overlijdensdata van koningen, keizers en pausen vermeld, vele grondoverdrachten aan de abdij zeer precies beschreven, maar worden ook geschillen binnen de abdij vermeld. De auteur is niet bekend. De jaren 1104 tot 1152 werden rond 1160 neergeschreven, de voortzetting gebeurde door verscheidene schrijvers tot ca. 1180. In deze periode (van 1141 tot 1178) was de in Maastricht geboren Erpo abt van Rolduc.
Rond 1690 had de reguliere kanunnik en latere abt Nicolaas Heyendal (1658-1733) een volledige afschrift van de Annales Rodenses vervaardigd en om vervolgens de kronieken van de abdij tot aan het jaar 1700 aan te vullen.
De handschriften worden in het Historisch Centrum Limburg (HCL) in Maastricht bewaard.

## Uitgaves en vertalingen
In 1968 verscheen een facsimile-uitgave van de Annales Rodenses met precieze transcriptie door P.C. Boeren en G.W.A. Panhuysen.
Franz Heidbüchel en Hermann Kramer, die zich hierbij op deze uitgave baseerden, hebben in 1990 een Duitse vertaling gemaakt, verschenen bij de Heimatblättern des Kreises Aachen.
In 1995 zag een Nederlandse vertaling het licht.